# Le audaci inchieste di Miss Prudenza
Le audaci inchieste di Miss Prudenza (Les Enquêtes de Prudence Petitpas) è una serie animata franco-belga composta da 52 episodi da 26 minuti l'uno, particolarmente indicato per bambini di età compresa tra i 5 e gli 8 anni, adattamento dei fumetti di Maurice Maréchal. La serie fu trasmessa in Francia a partire dal gennaio 2001 fino al 2004 su TF1 mentre in Italia arrivò per la prima volta nel gennaio 2003 su Rai 2.

## Doppiaggio
| Personaggio                                    | Doppiatore originale | Doppiatore italiano                                           |
| ---------------------------------------------- | -------------------- | ------------------------------------------------------------- |
| Miss Prudenza Petitpas (Miss Prudence Petipas) | June Foray           | Lorenza Biella (ep. 1-26) Ludovica Marineo (ep. 27-50)        |
| Jojo                                           | Ioanna Gkizas        | Laura Latini (ep. 1-26) Barbara Villa (ep. 27-50)             |
| Marie                                          | Marie Van R          | Arianna Marchionni (ep. 27-50)                                |
| Clotilde Bechamel                              | Nathalie Stas        | Graziella Polesinanti (ep. 1-26) Daniela Debolini (ep. 27-50) |
| Elvire Bechamel                                | Fabienne Loriaux     | Rachele Paolelli (ep. 27-50)                                  |
| Emérance Bechamel                              | Nicole Shirer        | Mirella Pace (ep. 1-26) Marzia Villani (ep. 27-50)            |
| Commissario Duroc                              | Michel de Warzée     | Vittorio Di Prima (ep. 1-26) Enzo Avolio (ep. 27-50)          |
| Cyprien                                        | Daniel Dury          | Ambrogio Colombo (ep. 1-26) Mino Caprio (ep. 27-50)           |
| Rigobert Coquille                              | Thierry Janssen      | Alberto Bognanni (ep. 27-50)                                  |
| Bertouille sindaco di Moucheron                | Robert Roanne        | Stefano Oppedisano (ep. 27-50)                                |
| Palamède                                       | Michel Hinderickx    | Giovanni Petrucci (ep. 27-50)                                 |

## Edizione Home Video
Nel 2003 Medusa Film ha pubblicato la serie in videocassetta, al tempo in cui Rai 2 trasmetteva gli episodi lo stesso anno.

## Episodi

### Prima stagione (2001)
1. Il ladro di uccelli (Un drôle d'oiseau)
2. Il circo Zainecchi (Le Cirque Zainecchi)
3. Il mistero della grotta (Le Mystère de la grotte)
4. Il gatto fosforescente (Chat fluo !)
5. Il bebè (Bébé blop)
6. Il fantasma del campanile (Le Diable dans le clocher)
7. Un'estate rovente (Un été brûlant)
8. Il fantasma del conte (Le Fantôme du comte)
9. La foresta proibita (La Forêt interdite)
10. Il segreto del ragno (Le Secret de l'araignée)
11. Il veggente luminoso (Le Voyant lumineux)
12. Operazione arcobaleno (Opération arc-en-ciel)
13. Il tesoro di mangiamolluschi (Le Trésor de Machemoulle)
14. Il cappellino della regina (Le Bibi de la reine)
15. Il furto di Natale (Le Petit Jésus a disparu)
16. La vedova nera (La Veuve noire)
17. La maledizione dei Baskertown (Le Chat des Baskertown)
18. Una corona per Miss Prudenza (Une couronne pour Prudence)
19. Incontri ravvicinati di 5º tipo (Rencontre du 5e type)
20. Lollo e la banda (Jojo et les moucherons)
21. Miss Prudenza va a pesca (Prudence à la pêche)
22. L'elisir (Folie douce)
23. La banda del cucù (Le Gang du coucou)
24. Una vacanza indimenticabile (Les Vacances inoubliables)
25. L'uomo delle caverne (L'Homme des bois)
26. Elezioni a Moscerino (Élections à Moucheron)

### Seconda stagione (2004)
1. Valzer macabro (Valse macabre)
2. Una faccenda che scotta (Une affaire piquante)
3. Il mostro nel cassetto (La Bête du cassoulet)
4. Sono extra questi terrestri! (Extra ! ces terrestres)
5. Il campione di Moscerino (Le Champion de Moucheron)
6. L'occhio di Krishna (L'Œil de kriishnu)
7. Il treno fantasma (Le Train fantôme)
8. Chi vuole una fetta di torta? (C'est pas de la tarte)
9. L'ultimo viaggio (L'Ultime Voyage)
10. Il mostro del lago (Le Monstre du lac Nouille)
11. I semi magici (Les Pépins de prudence)
12. Oltre il muro (Le Passe-muraille)
13. Pietre preziose (Pierres précieuses)
14. Prudenza contro Prudenza (Prudence contre Petitpas)
15. L'isola del diavolo (L'Île du diable)
16. Alta tensione (Haute Tension)
17. Chi ha rubato il mio CD? (Mon CD fait céder)
18. Mister Moscerino (Mister Moucheron)
19. Il mago (C'est pas sourcier)
20. È arrivata la primavera (Pas de printemps pour mamie)
21. La sindrome del tartufo (Le Syndrome de Tartufe)
22. Il mistero della zucca (Citrouille précieuse)
23. Tutti pazzi per Prudenza (Ultra-fous !)
24. Caccia al tesoro (Le Tombeau au trésor)